# Peeto rodmani
Peeto rodmani is een spinnensoort uit de familie Gallieniellidae. De soort komt voor in Queensland.